# Église Saint-Pierre de La Chapelle-Lasson
Pour les articles homonymes, voir Église Saint-Pierre.
L'église saint-Pierre de La Chapelle-Lasson est une église gothique construite à partir du  XIIe siècle, dédiée à saint Pierre et située sur la commune de La Chapelle-Lasson, dans le département de la Marne, en France.

## Historique

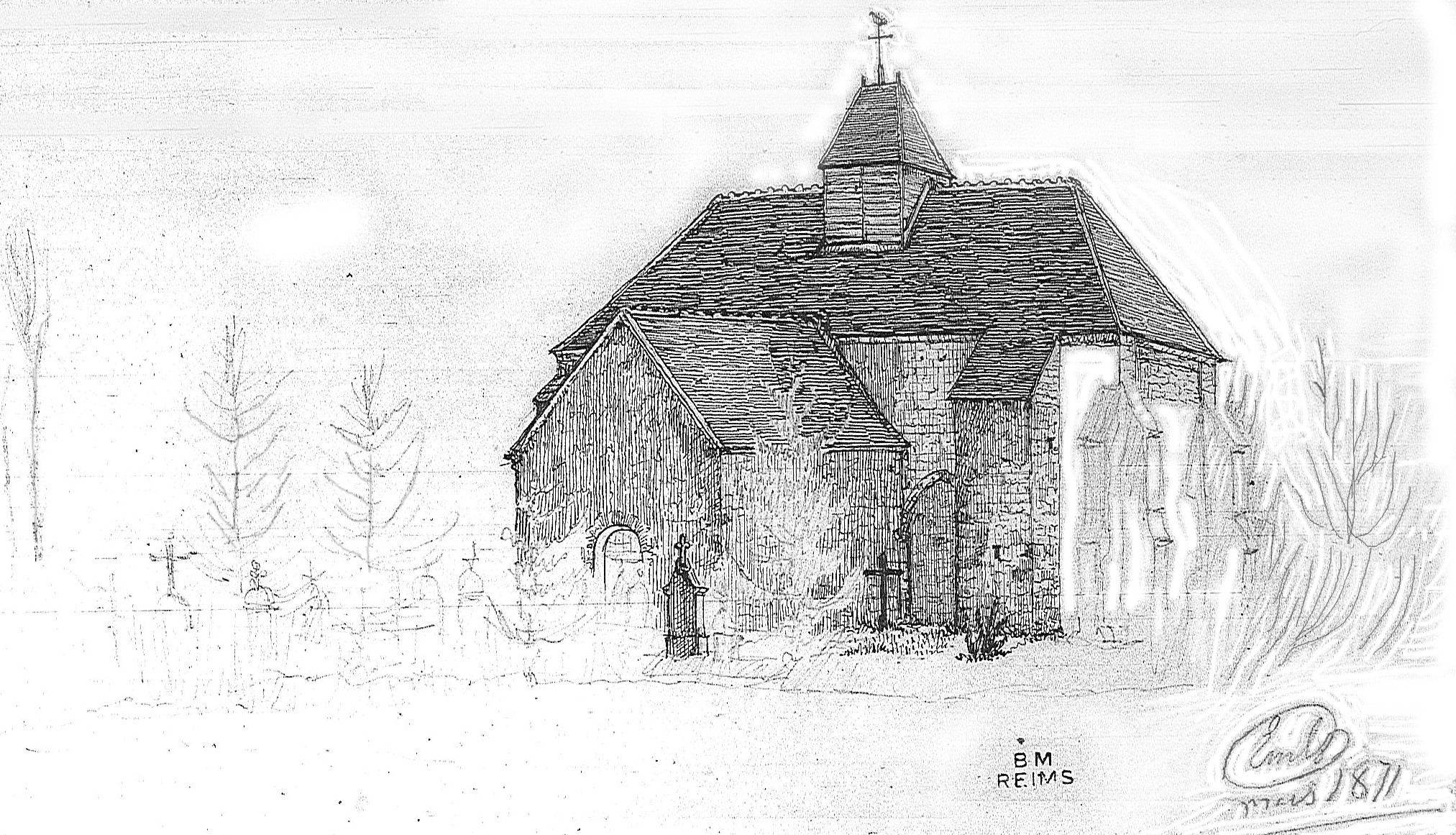
L'église dessinée par émile Gastebois au XIXe.

L’église, ancienne prieurale, est devenu l'église paroissiale.
Elle est classée aux monuments historiques par arrêté du 22 novembre 1972.

### Rattachement
L'église faisait partie de l'ancien diocèse de Troyes